# Dover (Arkansas)
Dover è una città degli Stati Uniti d'America situata nello Stato dell'Arkansas, nella Contea di Pope.